# L. Albert Hahn
Ludwig Albert Hahn (* 12. Oktober 1889 in Frankfurt am Main; † 4. Oktober 1968 in Zürich) war ein deutscher Bankier, Nationalökonom und Hochschullehrer. Der zweifach promovierte Hahn war lange Jahre Vorstand der Deutsche Effecten- und Wechsel-Bank AG in Frankfurt am Main, Professor an der Universität Frankfurt am Main und namhafter Geld- und Konjunkturtheoretiker.

## Leben und Schaffen
L. Albert Hahn wurde als Sohn der alteingesessenen Frankfurter Bankiersfamilie Hahn geboren. Seine Eltern waren Louis Alfred Hahn (* 1856; † 1921) und Rebecca (oder Regine) Hahn, geborene Goldschmidt. Er besuchte das Goethe-Gymnasium in Frankfurt am Main bis zum Abitur im Jahr 1908. Anschließend studierte er Rechtswissenschaften und Volkswirtschaft an den Universitäten Freiburg, Heidelberg, Berlin und Marburg. 1912 wurde er zum Dr. jur. promoviert. Das erste Staatsexamen absolvierte er in Kassel. Im Rechtsreferendariat war er am Landgericht Frankfurt am Main und am Amtsgericht Königstein. Als Volontär stieg er bei der Deutschen Effecten- und Wechsel-Bank ein, dessen Vorgängerinstitut 1821 durch seinen Urgroßvater L.A. Hahn gegründet wurde.
1916 schloss L. Albert Hahn seine juristische Ausbildung in Berlin mit dem Assessor-Examen ab. Nach einem anschließenden Studium der Philosophie an der Universität Marburg promovierte er 1919 zum Dr. phil. Im gleichen Jahr wurde er als Rechtsanwalt beim Oberlandesgericht Frankfurt zugelassen.
Ende 1919 trat er in den Vorstand der Deutschen Effecten- und Wechsel-Bank ein. Seinem Wirken für die Bank in der Inflationszeit nach dem Ersten Weltkrieg war es zu verdanken, dass die Bank diese Zeit ohne wesentliche Verluste überstand. In dieser Zeit veröffentlichte er sein erstes Buch Volkswirtschaftliche Theorie des Bankkredits (1. Auflage 1920), in dem er die bis dahin vorherrschende Annahme, dass eine Bank nur als Kredit ausgeben kann, was vorher von Kunden als Einlage in die Bank eingebracht wurde, widerlegte. Hahns zweite Feststellung, die für noch mehr Furore sorgte, war, dass durch eine offensive Kreditvergabe sich die Geldmenge steigern und damit das Wirtschaftswachstum ankurbeln lasse. Das klang nach Keynesianismus – 15 Jahre vor der Veröffentlichung von Keynes’ General Theory.
Am 22. Juni 1926 wurde auf Hahns Initiative die Frankfurter Gesellschaft für Kulturforschung gegründet. Zweck des Vereins war die Errichtung einer Stätte für Konjunkturforschung, und dazu wurde im Sommersemester des gleichen Jahres an der Universität Frankfurt auch noch ein Lehrbeauftragter für Methoden der Konjunkturforschung berufen. Neben Hahn zählten der Frankfurter Magistrat, die Universität und die Industrie- und Handelskammer zu den Gründern dieser Gesellschaft.
Unter der Führung von Hahn konnte 1931 die Bankenkrise überstanden werden. Als eine von wenigen Banken benötigte die Deutsche Effecten- und Wechsel-Bank keine Stützungshilfe von der Reichsregierung, wodurch sie sich ihre Unabhängigkeit bewahrte. 1933 wechselte Hahn vom Vorstand in den Aufsichtsrat der Bank. Bereits 1928 war Hahn dem Ruf an die Universität Frankfurt gefolgt und Honorarprofessor für Geld- und Währungstheorie geworden.
Zehn Jahre nach der 1. Auflage seines Buches war er viel kritischer gegenüber expansiver Geldpolitik eingestellt, die er nun als inflationstreibend und krisenerzeugend ansah. Nach der Veröffentlichung von Keynes’ General Theory (1936) wurde er zu einem Anti-Keynesianer, indem er an die mittlerweile als Jugendsünde aufgefasste Erstauflage seines Buches erinnerte: „Alles, was an Keynes falsch und übertrieben ist, habe ich viel früher und klarer gesagt.“ Entgegen Keynes wurde in Hahns späteren Schriften klar und deutlich, dass alle konjunkturpolitischen Maßnahmen des Staates nur auf die Verhütung der Krise abzustellen sind.
Nach der Machtergreifung der Nationalsozialisten wurde ihm als Juden 1933 die Lehrbefugnis entzogen und er erhielt im Juni 1933 ein Berufsverbot als Rechtsanwalt. Unter dem Druck der Nationalsozialisten veräußerte die Familie 1936 die Bank und emigrierte über die Schweiz in die USA. Die Jahre des Zweiten Weltkriegs widmete Hahn seinem wissenschaftlichen Schaffen. In zahlreichen Vorträgen, Aufsätzen, Büchern und Gastvorlesungen, unter anderem in New York, Zürich und Paris, vertrat er seine wissenschaftlichen Erkenntnisse. Galt Hahn als wissenschaftlicher Außenseiter, lieferte er dennoch zentrale Beiträge zur Wirtschaftstheorie. Entgegen der von den Keynesianern aufgestellten These, die amerikanische Nachkriegswirtschaft werde an einem gesamtwirtschaftlichen Nachfragemangel leiden, kaufte er Aktien und machte damit innerhalb weniger Jahre aus wenig Geld mehrere Millionen Dollar an der New Yorker Börse.
Als er Ende der 1940er Jahre auf einer Veranstaltung erstmals Ludwig Erhard hörte, entschied er, in deutsche Standardaktien zu investieren. Er hatte den richtigen Schluss gezogen, dass der westdeutsche wirtschaftliche Wiederaufstieg gelingen werde. 1954 erwarb er wieder einen wesentlichen Aktienanteil am elterlichen Bankhaus. Er wurde Berater und später Mitglied des Aufsichtsrats der Deutschen Effecten- und Wechsel-Bank. Hahn hielt nicht viel von quantitativer Wirtschafts- und Finanzanalyse. Prognosen mit großem mathematischen Aufwand hielt er für Zeitverschwendung. Wichtiger schien ihm ein Gefühl für die wirtschaftliche Großwetterlage zu sein.
Hahn blieb zeitlebens seiner Vaterstadt Frankfurt verbunden und nur die Rücksicht auf seine Frau hielt ihn nach seiner Rückkehr nach Europa davon ab, sich im zerbombten Frankfurt niederzulassen. Erwähnenswert ist hierbei auch, dass schon seine Eltern im nahegelegenen Königstein im Taunus einen Sommersitz (mit der Funktion auch eines Gästehauses) errichten ließen, der ein Jugendstil-Ensemble mit dem Sanatorium Dr. Oskar Kohnstamms bildete. Trotz dieser Bezüge nach Deutschland wählte er Paris als Wohnort. L. Albert Hahn verstarb am 4. Oktober 1968 in einem Zürcher Krankenhaus nach kurzer, aber schwerer Krankheit wenige Tage vor Vollendung seines 79. Lebensjahres.
Er ist auf dem Hauptfriedhof in Frankfurt am Main begraben. Aufgrund seines Austritts aus der jüdischen Gemeinde wurde er nicht im Familiengrab beerdigt.

## Schriften (Auswahl)
- Volkswirtschaftliche Theorie des Bankkredits. Mohr, Tübingen 1920, (3. Auflage. ebenda 1930).
- Unsere Währungslage im Lichte der Geldtheorie. Nach einem Vortrag gehalten am 9. Januar 1924 in der Frankfurter Gesellschaft für Handel, Industrie und Wissenschaft. Frankfurter Societäts-Druckerei, Frankfurt am Main 1924.
- Goldvorteil und Goldvorurteil. Eine Währungspolitische Studie. Frankfurter Societäts-Druckerei, Frankfurt am Main 1924.
- Kredit und Krise. Ein Vortrag über Aufgaben und Grenzen der monetären Konjunkturpolitik. Mohr, Tübingen 1931.
- The Economics of Illusion. A Critical Analysis of Contemporary Economic Theory and Policy. Squier u. a., New York NY 1949, (Volltext online).
- Wirtschaftswissenschaft des gesunden Menschenverstandes. Fritz Knapp, Frankfurt am Main 1954, (Volltext in englischer Sprache online).
- Autonome Konjunktur-Politik und Wechselkurs-Stabilität. Geldtheoretische Betrachtungen zur Währungspolitik der Bank deutscher Länder. Fritz Knapp, Frankfurt am Main 1957.
- Zwischen Inflation und Arbeitslosigkeit. Erweiterte Fassung eines Vortrags, gehalten am 5. September 1958 vor den Mitgliedern des Verbandes der Privaten Kreditinstitute in Hessen e.V. Fritz Knapp, Frankfurt am Main 1958.
- Geld und Kredit. Währungspolitische und konjunkturtheoretische Betrachtungen. Fritz Knapp, Frankfurt am Main 1960.
- Monetäre Integration – Illusion oder Realität? In: Wilhelm Meinhold (Hrsg.): Internationale Währungs- und Finanzpolitik. (Adolf Weber aus Anlass der Vollendung seines 85. Lebensjahres am 29. Dezember 1961 als Geburtstagsgabe überreicht). Duncker & Humblot, Berlin 1961.
- Über monetäre Integration. Vortrag (= Walter Eucken Institut. Vorträge und Aufsätze. 7, ISSN 0509-6065). Mohr, Tübingen 1961.
- Die amerikanische Konjunkturpolitik, der Dollar und die D-Mark (= Walter Eucken Institut. Vorträge und Aufsätze. 10). Mohr, Tübingen 1963.
- Fünfzig Jahre zwischen Inflation und Deflation. Mohr, Tübingen 1963 (Das Buch enthält neben einer Schilderung des eigenen Lebens Aufsätze aus mehreren Jahrzehnten zur Geldtheorie, zur Wirtschafts- und zur Währungspolitik).
- Rückblick und Ausblick. Vortrag gehalten anlässlich seines 75. Geburtstags am 12. Oktober 1964 in Frankfurt am Main. Erschienen als Privatdruck der Deutschen Effecten- und Wechsel-Bank, Frankfurt am Main. Mohr, Tübingen 1965.
- Nationale und internationale Aspekte der amerikanischen Währungspolitik (= Walter Eucken Institut. Vorträge und Aufsätze. 13). Mohr, Tübingen 1966.
- Geld und Gold. Vorträge und Aufsätze, 1962–1968 (= Veröffentlichungen der List-Gesellschaft. 64, ZDB-ID 741638-6). Mit einem Geleitwort von Edgar Salin. Kyklos-Verlag u. a., Basel 1969.